# Лесной (городской округ)
Городской округ го́род Лесно́й — муниципальное образование в Свердловской области России. Относится к Северному управленческому округу
Административный центр — город Лесной.
С точки зрения административно-территориального устройства области, ГО находится в границах административно-территориальной единицы города Лесной, отнесённого к категории закрытых административно-территориальных образований.

## География
ЗАТО город Лесной расположено в северо-западной части Свердловской области. Граничит на западе с Качканарским городским округом, на севере и востоке с Нижнетуринским городским округом, на юге с Кушвинским городским округом. Площадь городского округа 35 938 га.

## История
4 января 1994 года распоряжением Правительства Российской Федерации № 3-р город Свердловск-45 был переименован в Лесной и наделён статусом ЗАТО.
В 1996 году к городу Лесному было присоединено нескольких территорий с посёлками Ёлкино, Чащавита, Бушуевка, Таёжный, 51-й квартал ("Лесхоз") и образовано муниципальное образование город Лесной. 1 февраля 1997 года указом президента Российской Федерации № 75 были утверждены границы ЗАТО.
Законом Свердловской области от 21 июля 2004 года № 40-ОЗ с 31 декабря 2004 года были установлены границы у ЗАТО как у муниципального образования. Действие закона было отменено 12 июля 2007 года в связи с принятием общего закона о границах муниципальных образований № 85-ОЗ, который, в свою очередь, действовал до 20 июля 2015 года до принятия нового аналогичного закона.
Обозначение ЗАТО отсутствует в названии муниципального образования и, за исключением использования словосочетания городской округ, переименование не производилось.

## Население
| 2002    | 2009    | 2010    | 2012    | 2013    | 2014    |
| ------- | ------- | ------- | ------- | ------- | ------- |
| 55 909  | ↘55 127 | ↘52 476 | ↘52 225 | ↘51 774 | ↘51 475 |
| 2015    | 2016    | 2017    | 2018    | 2019    | 2020    |
| ↘51 339 | ↘51 061 | ↘51 035 | ↘50 911 | ↘50 857 | ↗50 985 |
| 2021    | 2023    |         |         |         |         |
| ↘49 583 | ↘49 485 |         |         |         |         |

## Населённые пункты, административно-территориальное устройство
В ЗАТО с конца 2018 года входят 5 населённых пунктов: город и сельские.
До 1 октября 2017 года в ЗАТО входили 1 город, 1 рабочий посёлок и 3 посёлка.

### Административно-территориальное устройство до 1.10.2017
| № | ТЕ / АТЕ     | Состав                                      |
| - | ------------ | ------------------------------------------- |
| 1 | город Лесной | Лесной                                      |
| 2 | рп Ёлкино    | Ёлкино                                      |
| 3 | с.н.п.       | посёлки Бушуевка, Ёлкино, Таёжный, Чащавита |

### Населённые пункты
| № | Населённый пункт | Тип               | Население |
| - | ---------------- | ----------------- | --------- |
| 1 | Бушуевка         | посёлок           | ↗14       |
| 2 | Ёлкино           | посёлок           | ↘0        |
| 3 | Лесной           | город, адм. центр | ↘48 231   |
| 4 | Таёжный          | посёлок           | ↘1218     |
| 5 | Чащавита         | посёлок           | ↗634      |

До вхождения в ЗАТО Ёлкино, Бушуевка и Таёжный образовывали Ёлкинский поссовет в подчинении Нижней Туры.
Согласно областному закону № 35-ОЗ с 1 октября 2017 года рабочий посёлок Ёлкино был отнесён к виду посёлка городского типа (пгт) без уточнения его типа как рабочего посёлка.
19 декабря 2018 года посёлок городского типа Ёлкино был отнесён к сельским населённым пунктам, к виду посёлок.
Посёлок Чащавита отсутствует в советских справочниках административно-территориального устройства, по некоторым данным, был образован до 1950 года. Упоминается в переписи 2002 года и в ОКАТО внесён изменением 51 от 11.02.2002 с 15.02.2002.